# Poker (film)
Pour le film de Justin Steele, voir Pokers.
Pour plus de détails, voir Fiche technique et Distribution.
Poker est un film français de Catherine Corsini, un thriller interprété par Caroline Cellier et Pierre Arditi, sorti en 1988.

## Synopsis
Hélène, fanatique de jeu, et particulièrement de poker, perd la somme de 50 000 francs, qu'elle va devoir rembourser en moins de 24 heures. Ses amis refusent de l'aider et le temps presse : elle décide alors de dévaliser son frère.

## Fiche technique
- Titre : Poker
- Réalisation : Catherine Corsini
- Scénario : Catherine Corsini
- Photographie : Yves Dahan
- Musique : Hubert Rostaing
- Montage : Maureen Mazurek
- Décors : Jean-Claude Sevenet
- Son : Alain Sempé
- Producteur exécutif : Philippe Guez
- Producteur délégué : Alain Sarde
- Sociétés de production :  Canal + productions, CNC et Sara Films
- Format : Couleur - 35 mm
- Pays :  France
- Genre : drame
- Durée : 90 min
- Date de sortie : 
  - France : 13 janvier 1988

## Distribution
- Caroline Cellier : Hélène
- Pierre Arditi : Duke
- Jean-Philippe Écoffey Stéphane
- Jacques Mathou Tonio
- André Julien  Louis
- François Berléand L'avocat
- Francis Arnaud Dominique
- Dominique Reymond : Lui-même
- Catherine Corsini : Elle-même